# Argyrolobium natalense
Argyrolobium natalense är en ärtväxtart som beskrevs av Dummer. Argyrolobium natalense ingår i släktet Argyrolobium och familjen ärtväxter. Inga underarter finns listade i Catalogue of Life.